# Élection libre de 1648
La cinquième élection libre du royaume de Pologne-Lituanie se déroule en 1648, après la mort du roi Ladislas IV Vasa. Le nouveau roi de Pologne et de Lituanie élu est le frère cadet de Ladislas, Jean II Casimir, soutenu par le parti de la conciliation et par la veuve du roi, Louise-Marie. 

## Histoire
À la mort de son frère, le roi Ladislas IV Vasa, Jean-Casimir est élu en 1648 au trône de Pologne et obtient une dispense pour épouser Louise-Marie de Gonzague-Nevers, l'influente veuve de Ladislas.
Malgré son désir de négocier avec les cosaques ukrainiens, il doit continuer la lutte sous la pression de la noblesse polonaise désirant agrandir ses possessions. Il remporte la bataille de Berestechko contre les forces cosaques et tatares (20-30 juin 1651), mais les combats reprennent quand les cosaques s'allient avec la Russie, tandis que la Suède envahit la Pologne.
Par traité, il renonce à ses droits sur la couronne de Suède et cède la Livonie. La guerre contre la Russie prend fin avec la trêve d'Andrusovo. Il est d'abord défait par Charles X Gustave, roi de Suède, à Varsovie, en 1656.
Le 19 septembre 1657, il signe le traité de Welawa par lequel il renonce à la souveraineté sur le duché de Prusse. Il repousse ensuite Charles X Gustave, roi de Suède, et conclut le traité d'Oliwa, 1660. Ses armées, commandées par Sobieski, vainquent les Tartares en 1661.